# Фараз, Ахмад
Ахмад Фараз (урду احمد فراز‎), полное имя Саид Ахмед Шах (урду سید احمد شاہ‎; 12 января 1931, Кохат, Британская Индия — 25 августа 2008, Исламабад, Пакистан) — пакистанский поэт, писавший стихи на языке урду. Признан одним из ведущих поэтов XX века на языке урду. Кавалер ордена Хилал-и-Имтиаз.

## Биография
Ахмад Фараз родился в Кохате, в то время входившем в состав Северо-Западной пограничной провинции Британской Индии. Он был сыном Саида Мухаммада Шах Барка. Братом поэта был пакистанский политик Саид Масуд Каусар. После рождения Фараза его семья переехала в Пешавар.
По завершении образования в Эвардс-колледже защитил степень магистра литературы на урду и фарси в университете Пешавара. Позднее, этнический пуштун, Фараз преподавал урду и фарси в альма-матер.
В период студенчества познакомился и подружился с поэтами-прогрессивистами Фаизом Ахмадом Фаизом и Али Сардаром Джафри, которые оказали влияние на его поэтический язык. Стихи Фараза сравнивали с поэзией старших товарищей. Несмотря на некоторое влияние, его поэтический язык уникален. Стиль поэта тонок и прост одновременно.
Он писал не только лирические стихотворения. Во время правления Зия-уль-Хака Фараза арестовали за стихи, которые критиковали военных руководителей Пакистана. После этого ареста поэт отправился в изгнание. В течение шести лет он жил в Великобритании и Канаде, прежде, чем смог вернуться в Пакистан. В изгнании им были написаны лучшие стихи в духе «поэзии сопротивления», самым известным из которых стало стихотворение «Махасара».
По возвращении на родину Фараз был назначен председателем Пакистанской академии писателей, а затем и председателем Национального книжного фонда в Исламабаде. Он был удостоен многочисленных национальных и международных наград. В 2006 году поэт в знак протеста вернул правительству Пакистана награду Хилал-и-Имтиаза, которую получил в 2004 году.
Фараз умер от почечной недостаточности в больнице в Исламабаде 25 августа 2008 года. Его похороны состоялись вечером 26 августа на кладбище H-8 в Исламабаде. Проститься с поэтом пришли многочисленные поклонники и правительственные чиновники Пакистана.